# Борзых, Василий Лаврентьевич
Василий Лаврентьевич Борзых (29 января 1912, Нижнемарьино — август 1995) — шахтёр треста «Краснолучуголь» г. Красный Луч, Украинская ССР, Герой Социалистического Труда.

## Биография
Родился в деревне Нижнемарьино, Коротоякского уезда, Воронежской губернии (ныне — Лискинского района Воронежской области). В сельской школе окончил три класса. Ввиду тяжёлого материального положения прекратил учёбу и начал работать в сельском хозяйстве. Затем уехал работать в Донбасс. Так на шахте № 23 «Ремовская» Чистяковского рудоуправления появился 17-летний лампонос.
Василий разносил лампы по забоям и штрекам. Узнав, что на шахте № 7/8 открывается новая лава, перешёл на это предприятие. Вскоре стал помощником машиниста. А через несколько месяцев начальник шахты предложил Василию возглавить бригаду посадчиков. Полторы, две, а иногда и три нормы — таков был ежедневный шаг посадчиков.
В 1941 году стал рядовым бойцом танкового десанта. Награждён двумя медалями «За отвагу», медалью «За взятие Кенигсберга». Трижды ранен. Демобилизовавшись, работал проходчиком на шахте № 5 «Днепротоп». Первым освоил отечественную породопогрузочную машину. Уже через год его наградили медалью «За восстановление угольных шахт Донбасса» и знаком «Почётный шахтёр», а в 1948 году — медалью «За трудовую доблесть».
В 1948 году бригада Борзых пошла на рекорд. С помощью породопогрузочной машины УМП прошли 164 погонных метра коренного штрека. За внедрение в производство горной техники и установление всесоюзного рекорда прохождения горных выработок В. Л. Борзых награждён орденом Трудового Красного Знамени (1949). В 1954 году избран депутатом Верховного Совета УССР. В 1957 году присвоено звание Героя Социалистического Труда. За высокие темпы проведения горноподготовительных работ награждён знаком «Шахтёрская слава» II степени (1963). Начальник участка шахты № 5/7, награждён второй медалью «За трудовую доблесть» (1963), орденом Октябрьской Революции (1971), знаком «Шахтёрская слава» I степени.
На протяжении восьми лет Василий Борзых также был депутатом Верховного Совета УССР.